# Pyrostria affinis
Pyrostria affinis är en måreväxtart som först beskrevs av Robyns, och fick sitt nu gällande namn av Diane Mary Bridson. Pyrostria affinis ingår i släktet Pyrostria och familjen måreväxter. Inga underarter finns listade i Catalogue of Life.